# Wioślarstwo na Letnich Igrzyskach Olimpijskich 2008 – kwalifikacje

## Zasady kwalifikacji
Krajowy Komitet Olimpijski może wprowadzić jedną łódź w każdej z czternastu konkurencji.
Uwaga: Mimo to, że nazwiska zawodników, którzy zakwalifikowali się na Igrzyska Olimpijskie 2008 podczas Mistrzostw Świata 2007 są podane poniżej, to nie jest wymagane, aby ta sama załoga wzięła udział w olimpiadzie.

## Podsumowanie[1]
| Kraj              | Mężczyźni | Mężczyźni | Mężczyźni | Mężczyźni | Mężczyźni | Mężczyźni | Mężczyźni | Mężczyźni | Kobiety | Kobiety | Kobiety | Kobiety | Kobiety | Kobiety | Załogi | Zawodnicy |
| Kraj              | M1x       | M2-       | M2x       | M4-       | M4x       | M8+       | LM2x      | LM4-      | W1x     | W2-     | W2X     | W4x     | W8+     | LW2x    | Załogi | Zawodnicy |
| ----------------- | --------- | --------- | --------- | --------- | --------- | --------- | --------- | --------- | ------- | ------- | ------- | ------- | ------- | ------- | ------ | --------- |
| Algieria          | X         |           |           |           |           |           | X         |           |         |         |         |         |         |         | 2      | 3         |
| Argentyna         | X         |           |           |           |           |           |           |           | X       |         |         |         |         |         | 2      | 2         |
| Australia         | X         | X         | X         | X         | X         | X         | X         | X         | X       | X       | X       | X       | X       | X       | 14     | 48        |
| Białoruś          |           |           | X         | X         | X         |           |           |           | X       | X       |         |         |         |         | 5      | 13        |
| Belgia            | X         |           | X         |           |           |           |           |           |         |         |         |         |         |         | 2      | 3         |
| Birma             |           |           |           |           |           |           |           |           | X       |         |         |         |         |         | 1      | 1         |
| Brazylia          | X         |           |           |           |           |           | X         |           | X       |         |         |         |         | X       | 4      | 6         |
| Bułgaria          |           |           | X         |           |           |           |           |           | X       |         |         |         |         |         | 2      | 3         |
| Chile             | X         |           |           |           |           |           |           |           | X       |         |         |         |         |         | 2      | 2         |
| Chiny             | X         |           | X         | X         |           | X         | X         | X         | X       | X       | X       | X       |         | X       | 11     | 32        |
| Chińskie Tajpej   | X         |           |           |           |           |           |           |           |         |         |         |         |         |         | 1      | 1         |
| Chorwacja         |           | X         | X         |           |           |           |           |           |         |         |         |         |         |         | 2      | 4         |
| Czechy            | X         | X         |           | X         | X         |           |           |           | X       |         | X       |         |         |         | 6      | 14        |
| Dania             |           | X         |           |           |           |           | X         | X         |         |         |         |         |         | X       | 4      | 10        |
| Egipt             | X         |           |           |           |           |           |           | X         | X       |         |         |         |         |         | 3      | 6         |
| Estonia           | X         |           | X         |           | X         |           |           |           |         |         |         |         |         |         | 3      | 7         |
| Finlandia         |           |           |           |           |           |           |           |           |         |         |         |         |         | X       | 1      | 2         |
| Francja           |           | X         | X         | X         | X         |           | X         | X         | X       | X       |         |         |         |         | 8      | 21        |
| Grecja            | X         |           |           |           |           |           | X         |           |         |         |         |         |         | X       | 3      | 5         |
| Hiszpania         |           |           |           |           |           |           |           |           | X       |         |         |         |         |         | 1      | 1         |
| Holandia          | X         |           |           | X         |           | X         |           | X         |         |         |         |         | X       | X       | 6      | 29        |
| Honduras          | X         |           |           |           |           |           |           |           |         |         |         |         |         |         | 1      | 1         |
| Hongkong          | X         |           |           |           |           |           | X         |           | X       |         |         |         |         |         | 3      | 4         |
| Indie             | X         |           |           |           |           |           | X         |           |         |         |         |         |         |         | 2      | 3         |
| Iran              | X         |           |           |           |           |           |           |           | X       |         |         |         |         |         | 2      | 2         |
| Irak              |           |           | X         |           |           |           |           |           |         |         |         |         |         |         | 1      | 2         |
| Irlandia          |           |           |           | X         |           |           |           | X         |         |         |         |         |         |         | 2      | 8         |
| Japonia           |           |           |           |           |           |           | X         |           |         |         |         |         |         | X       | 2      | 4         |
| Kamerun           | X         |           |           |           |           |           |           |           |         |         |         |         |         |         | 1      | 1         |
| Kanada            |           | X         |           |           |           | X         | X         | X         |         | X       |         | X       | X       | X       | 8      | 34        |
| Kazachstan        |           |           |           |           |           |           |           |           | X       |         |         |         |         | X       | 2      | 3         |
| Kenia             | X         |           |           |           |           |           |           |           |         |         |         |         |         |         | 1      | 1         |
| Kolumbia          | X         |           |           |           |           |           |           |           |         |         |         |         |         |         | 1      | 1         |
| Korea Południowa  |           |           |           |           |           |           | X         |           | X       |         |         |         |         | X       | 3      | 5         |
| Kuba              |           |           |           |           | X         |           | X         |           | X       |         |         |         |         | X       | 4      | 9         |
| Litwa             | X         |           |           |           |           |           |           |           |         |         |         |         |         |         | 1      | 1         |
| Meksyk            | X         |           |           |           |           |           |           |           |         |         |         |         |         | X       | 2      | 3         |
| Monako            | X         |           |           |           |           |           |           |           |         |         |         |         |         |         | 1      | 1         |
| Niemcy            | X         | X         | X         | X         | X         | X         | X         | X         |         | X       | X       | X       | X       | X       | 13     | 45        |
| Nowa Zelandia     | X         | X         | X         | X         |           |           | X         |           | X       | X       | X       |         |         |         | 8      | 16        |
| Norwegia          | X         |           |           |           |           |           |           |           |         |         |         |         |         |         | 1      | 1         |
| Polska            |           | X         |           |           | X         | X         |           | X         | X       |         |         |         |         |         | 5      | 20        |
| Portugalia        |           |           |           |           |           |           | X         |           |         |         |         |         |         |         | 1      | 2         |
| Południowa Afryka |           | X         |           |           |           |           |           |           | X       |         |         |         |         | X       | 3      | 5         |
| Rumunia           |           |           |           |           |           |           |           |           |         | X       | X       |         | X       |         | 3      | 11        |
| Rosja             |           |           | X         |           | X         |           |           |           |         |         |         | X       |         |         | 3      | 10        |
| Serbia            |           | X         |           |           |           |           |           |           | X       |         |         |         |         |         | 2      | 3         |
| Słowenia          |           |           | X         | X         | X         |           |           |           |         |         |         |         |         |         | 3      | 10        |
| Salwador          |           |           |           |           |           |           |           |           | X       |         |         |         |         |         | 1      | 1         |
| Stany Zjednoczone | X         | X         | X         | X         | X         | X         |           | X         | X       | X       | X       | X       | X       | X       | 13     | 45        |
| Szwajcaria        | X         |           |           |           |           |           |           |           |         |         |         |         |         |         | 1      | 1         |
| Szwecja           | X         |           |           |           |           |           |           |           | X       |         |         |         |         |         | 2      | 2         |
| Ukraina           |           |           |           |           | X         |           |           |           |         |         | X       | X       |         |         | 3      | 10        |
| Urugwaj           | X         |           |           |           |           |           | X         |           |         |         |         |         |         |         | 2      | 3         |
| Uzbekistan        | X         |           |           |           |           |           |           |           |         |         |         |         |         |         | 1      | 1         |
| Wenezuela         | X         |           |           |           |           |           |           |           |         |         |         |         |         |         | 1      | 1         |
| Węgry             |           |           |           |           |           |           | X         |           |         |         |         |         |         |         | 1      | 2         |
| Wielka Brytania   | X         | X         | X         | X         |           | X         | X         | X         |         | X       | X       | X       | X       | X       | 12     | 43        |
| Włochy            |           | X         |           | X         | X         |           | X         | X         | X       |         | X       |         |         |         | 7      | 19        |
| Zimbabwe          |           |           |           |           |           |           |           |           | X       |         |         |         |         |         | 1      | 1         |
| Razem             | 33        | 14        | 15        | 13        | 13        | 8         | 20        | 13        | 26      | 10      | 10      | 8       | 7       | 17      | 207    | 548       |

## Terminy kwalifikacji
| Wydarzenie                                           | Data                        | Miejsce        |
| ---------------------------------------------------- | --------------------------- | -------------- |
| Mistrzostwa Świata 2007                              | 26 sierpnia–2 września 2007 | Monachium      |
| Igrzyska afrykańskie                                 | 19–21 lipca 2007            | Algier         |
| Olimpijskie Regaty Kwalifikacyjne Ameryki Łacińskiej | 16–18 listopada 2007        | Rio de Janeiro |
| Olimpijskie Regaty Kwalifikacyjne Azji               | 25–27 kwietnia 2008         | Szanghaj       |
| Finałowe Olimpijskie Regaty Kwalifikacyjne           | 15–18 czerwca 2008          | Poznań         |

## Mężczyźni

### Jedynka mężczyzn
| #  | Kraj              | Turniej kwalifikacyjny    | Lokata | Wioślarze                  |
| -- | ----------------- | ------------------------- | ------ | -------------------------- |
| 1  | Nowa Zelandia     | MŚ 2007                   | 1      | Mahé Drysdale              |
| 2  | Czechy            | MŚ 2007                   | 2      | Ondřej Synek               |
| 3  | Norwegia          | MŚ 2007                   | 3      | Olaf Tufte                 |
| 4  | Wielka Brytania   | MŚ 2007                   | 4      | Alan Campbell              |
| 5  | Niemcy            | MŚ 2007                   | 5      | Marcel Hacker              |
| 6  | Szwecja           | MŚ 2007                   | 6      | Lassi Karonen              |
| 7  | Belgia            | MŚ 2007                   | 7      | Tim Maeyens                |
| 8  | Argentyna         | MŚ 2007                   | 8      | Santiago Fernández         |
| 9  | Szwajcaria        | MŚ 2007                   | 9      | André Vonarburg            |
| 10 | Holandia          | MŚ 2007                   | 10     | Sjoerd Hamburger           |
| 11 | Australia         | MŚ 2007                   | 11     | Peter Hardcastle           |
| 12 | Chiny             | Regaty Azji               | 1      | Zhang Liang                |
| 13 | Indie             | Regaty Azji               | 2      | Bajranglal Takhar          |
| 14 | Iran              | Regaty Azji               | 3      | Mohsen Shadi               |
| 15 | Hongkong          | Regaty Azji               | 4      | Law Hiu Fung               |
| 16 | Uzbekistan        | Regaty Azji               | 5      | Ruslan Naurzaliyev         |
| 17 | Chińskie Tajpej   | Regaty Azji               | 6      | Wang Ming-hui              |
| 18 | Egipt             | Igrzyska afrykańskie      | 1      | Aly Ibrahim                |
| 19 | Algieria          | Igrzyska afrykańskie      | 3      | Chaouki Dries              |
| 20 | Kamerun           | Igrzyska afrykańskie      | 5      | Paul Etia Ndoumbè          |
| 21 | Kenia             | Igrzyska afrykańskie      | 6      | Matthew Lidaywa Mwange     |
| 22 | Brazylia          | Regaty Ameryki Łacińskiej | 1      | Anderson Nocetti           |
| 23 | Meksyk            | Regaty Ameryki Łacińskiej | 2      | Patrick Loliger Salas      |
| 24 | Chile             | Regaty Ameryki Łacińskiej | 3      | Oscar Vasquez              |
| 25 | Wenezuela         | Regaty Ameryki Łacińskiej | 4      | Dhison Alexander Hernández |
| 26 | Urugwaj           | Regaty Ameryki Łacińskiej | 5      | Leandro Salvagno Rattaro   |
| 27 | Kolumbia          | Regaty Ameryki Łacińskiej | 6      | Rodrigo Ideus Forero       |
| 28 | Stany Zjednoczone | Finał kontynentalny       | 1      | Kenneth Jurkowski          |
| 29 | Litwa             | Finał kontynentalny       | 2      | Mindaugas Griškonis        |
| 30 | Estonia           | Finał kontynentalny       | 3      | Andrei Jämsä               |
| 31 | Grecja            | Finał kontynentalny       | 4      | Janis Christu              |
| 32 | Honduras          | Dzika karta               |        |                            |
| 33 | Monako            | Dzika karta               |        |                            |

### Dwójka bez sternika mężczyzn
| #  | Kraj              | Turniej kwalifikacyjny | Lokata | Wioślarz                             |
| -- | ----------------- | ---------------------- | ------ | ------------------------------------ |
| 1  | Australia         | MŚ 2007                | 1      | Drew Ginn, Duncan Free               |
| 2  | Nowa Zelandia     | MŚ 2007                | 2      | Nathan Twaddle, George Bridgewater   |
| 3  | Wielka Brytania   | MŚ 2007                | 3      | Colin Smith, Matthew Langridge       |
| 4  | Francja           | MŚ 2007                | 4      | Erwan Peron, Laurent Cadot           |
| 5  | Południowa Afryka | MŚ 2007                | 5      | Ramon di Clemente, Donovan Cech      |
| 6  | Serbia            | MŚ 2007                | 6      | Goran Jagar, Nikola Stojić           |
| 7  | Polska            | MŚ 2007                | 7      | Piotr Hojka, Jarosław Godek          |
| 8  | Stany Zjednoczone | MŚ 2007                | 8      | Jason Read, Kyle Larson              |
| 9  | Niemcy            | MŚ 2007                | 9      | Andreas Penkner, Jochen Urban        |
| 10 | Chorwacja         | MŚ 2007                | 10     | Siniša Skelin, Nikša Skelin          |
| 11 | Dania             | MŚ 2007                | 11     | Morten Nielsen, Thomas Larsen        |
| 12 | Kanada            | Finał kontynentalny    | 1      | Dave Calder, Scott Frandsen          |
| 13 | Włochy            | Finał kontynentalny    | 2      | Giuseppe De Vita, Raffaello Leonardo |
| 14 | Czechy            | Finał kontynentalny    | 3      | Jakub Makovička, Václav Chalupa      |

### Dwójka podwójna mężczyzn
| #  | Kraj              | Turniej kwalifikacyjny | Lokata | Wioślarze                               |
| -- | ----------------- | ---------------------- | ------ | --------------------------------------- |
| 1  | Słowenia          | MŚ 2007                | 1      | Luka Špik, Iztok Čop                    |
| 2  | Francja           | MŚ 2007                | 2      | Jean-Baptiste Macquet, Adrien Hardy     |
| 3  | Estonia           | MŚ 2007                | 3      | Jüri Jaanson, Tõnu Endrekson            |
| 4  | Wielka Brytania   | MŚ 2007                | 4      | Matthew Wells, Stephen Rowbotham        |
| 5  | Białoruś          | MŚ 2007                | 5      | Dzianis Mihal, Stanisłau Szczarbaczenia |
| 6  | Nowa Zelandia     | MŚ 2007                | 6      | Nathan Cohen, Matthew Trott             |
| 7  | Chorwacja         | MŚ 2007                | 7      | Mario Vekić, Ante Kušurin               |
| 8  | Australia         | MŚ 2007                | 8      | Scott Brennan, David Crawshay           |
| 9  | Stany Zjednoczone | MŚ 2007                | 9      | Samuel Stitt, Matthew Hughes            |
| 10 | Niemcy            | MŚ 2007                | 10     | Christian Schreiber, Rene Burmeister    |
| 11 | Belgia            | MŚ 2007                | 11     | Stijn Smulders, Christophe Raes         |
| 12 | Chiny             | Finał kontynentalny    | 1      | Su Hui, Zhang Liang                     |
| 13 | Rosja             | Finał kontynentalny    | 2      | Aleksandr Korniłow, Aleksiej Swirin     |
| 14 | Bułgaria          | Finał kontynentalny    | 3      | Iwo Janakiew, Martin Janakiew           |
| 15 | Irak              | Dzika karta            |        |                                         |

### Czwórka bez sternika mężczyzn
| #  | Kraj              | Turniej kwalifikacyjny | Lokata | Wioślarze                                |
| -- | ----------------- | ---------------------- | ------ | ---------------------------------------- |
| 1  | Nowa Zelandia     | MŚ 2007                | 1      | Meyer, Dallinger, Murray, Bond           |
| 2  | Włochy            | MŚ 2007                | 2      | Mornati, Sartori, Mornati, Carboncini    |
| 3  | Holandia          | MŚ 2007                | 3      | Cirkel, Vellenga, Gabriëls, Vermeulen    |
| 4  | Wielka Brytania   | MŚ 2007                | 4      | Williams, Reed, Partridge, Triggs Hodge  |
| 5  | Słowenia          | MŚ 2007                | 5      | Pirih, Rozman, Kolander, Pirih           |
| 6  | Francja           | MŚ 2007                | 6      | Desprès, Rondeau, Chardin, Mortelette    |
| 7  | Czechy            | MŚ 2007                | 7      | Horváth, Gruber, Bruncvík, Neffe         |
| 8  | Stany Zjednoczone | MŚ 2007                | 8      | Hoopman, Schnobrich, Lanzone, Volpenhein |
| 9  | Niemcy            | MŚ 2007                | 9      | Hauffe, Seifert, Käufer, Adamski         |
| 10 | Irlandia          | MŚ 2007                | 10     | O’Neill, Folan, Casey, Martin            |
| 11 | Białoruś          | MŚ 2007                | 11     | Lalin, Dziemjanienka, Nosau, Kazubouski  |
| 12 | Australia         | Finał kontynentalny    | 1      | Alfred, Marburg, McKenzie, Hegerty       |
| 13 | Chiny             | Finał kontynentalny    | 2      | Zhang, Zhao, Guo, Song                   |

### Czwórka podwójna mężczyzn
| #  | Kraj              | Turniej kwalifikacyjny | Lokata | Wioślarze                                     |
| -- | ----------------- | ---------------------- | ------ | --------------------------------------------- |
| 1  | Polska            | MŚ 2007                | 1      | Wasielewski, Kolbowicz, Jeliński, Korol       |
| 2  | Francja           | MŚ 2007                | 2      | Bernard, Berrest, Coeffic, Bahain             |
| 3  | Niemcy            | MŚ 2007                | 3      | Bertram, Brodowski, Gruhne, Sens              |
| 4  | Włochy            | MŚ 2007                | 4      | Ghezzi, Gattinoni, Galtarossa, Raineri        |
| 5  | Czechy            | MŚ 2007                | 5      | Vitásek, Karas, Hanák, Jirka                  |
| 6  | Ukraina           | MŚ 2007                | 6      | Pawłowśkyj, Prokopenko, Biłouszczenko, Hryń   |
| 7  | Rosja             | MŚ 2007                | 7      | Morgaczow, Swirin, Korniłow, Bikua-Mfantse    |
| 8  | Estonia           | MŚ 2007                | 8      | Taimsoo, Latin, Kuzmin, Raja                  |
| 9  | Stany Zjednoczone | MŚ 2007                | 9      | Du Ross, McEachern, Schroeder, Flickinger     |
| 10 | Australia         | MŚ 2007                | 10     | Morgan, Gatti, McRae, Kelly                   |
| 11 | Kuba              | MŚ 2007                | 11     | Cascaret, Fournier, Concepcion, Hernández     |
| 12 | Białoruś          | Finał kontynentalny    | 1      | Lemiaszkiewicz, Nowikau, Szurmiej, Radziewicz |
| 13 | Słowenia          | Finał kontynentalny    | 2      | Zupanc, Jurše, Jurše, Fistravec               |

### Ósemka mężczyzn
| # | Kraj              | Turniej kwalifikacyjny | Lokata |
| - | ----------------- | ---------------------- | ------ |
| 1 | Kanada            | MŚ 2007                | 1      |
| 2 | Niemcy            | MŚ 2007                | 2      |
| 3 | Wielka Brytania   | MŚ 2007                | 3      |
| 4 | Stany Zjednoczone | MŚ 2007                | 4      |
| 5 | Polska            | MŚ 2007                | 5      |
| 6 | Chiny             | MŚ 2007                | 6      |
| 7 | Australia         | MŚ 2007                | 7      |
| 8 | Holandia          | Finał kontynentalny    | 1      |

### Dwójka podwójna wagi lekkiej mężczyzn
| #  | Kraj             | Turniej kwalifikacyjny    | Lokata | Wioślarze                                  |
| -- | ---------------- | ------------------------- | ------ | ------------------------------------------ |
| 1  | Dania            | MŚ 2007                   | 1      | Mads Rasmussen, Rasmus Quist               |
| 2  | Grecja           | MŚ 2007                   | 2      | Dimitris Mujos, Wasilis Polimeros          |
| 3  | Wielka Brytania  | MŚ 2007                   | 3      | Zac Purchase, Mark Hunter                  |
| 4  | Australia        | MŚ 2007                   | 4      | Samuel Beltz, Thomas Gibson                |
| 5  | Włochy           | MŚ 2007                   | 5      | Marcello Miani, Elia Luini                 |
| 6  | Japonia          | MŚ 2007                   | 6      | Kazushige Ura, Daisaku Takeda              |
| 7  | Węgry            | MŚ 2007                   | 7      | Zsolt Hirling, Tamás Varga                 |
| 8  | Niemcy           | MŚ 2007                   | 8      | Jörg Lehnigk, Manuel Brehmer               |
| 9  | Chiny            | MŚ 2007                   | 9      | Zhang Guolin, Sun Jie                      |
| 10 | Francja          | MŚ 2007                   | 10     | Fabrice Moreau, Frédéric Dufour            |
| –  | Austria          | MŚ 2007                   | 11     | Juliusz Madecki, Sebastian Sageder         |
| 11 | Hongkong         | Regaty Azji               | 1      | So Sau Wah, Chow Kwong Wing                |
| 12 | Indie            | Regaty Azji               | 2      | Devender Kumar, Manjeet Singh              |
| 13 | Korea Południowa | Regaty Azji               | 3      | Park Tae-hwan, Jang Kang-eun               |
| 14 | Algieria         | Igrzyska afrykańskie      | 1      | Kamel Ait Daoud, Mohamed Garidi            |
| 15 | Kuba             | Regaty Ameryki Łacińskiej | 1      | Eyder Batista, Yunior Pérez                |
| 16 | Brazylia         | Regaty Ameryki Łacińskiej | 2      | Thiago Gomes, Thiago Almeida               |
| 17 | Urugwaj          | Regaty Ameryki Łacińskiej | 3      | Rodolfo Collazo Tourn, Angel Javier Garcia |
| 18 | Nowa Zelandia    | Finał kontynentalny       | 1      | Storm Uru, Peter Taylor                    |
| 19 | Portugalia       | Finał kontynentalny       | 2      | Pedro Fraga, Nuno Mendes                   |
| 20 | Kanada           | Finał kontynentalny       | 3      | Douglas Vandor, Cameron Sylvester          |

### Czwórka bez sternika wagi lekkiej
| #  | Kraj              | Turniej kwalifikacyjny | Lokata | Wioślarze                                 |
| -- | ----------------- | ---------------------- | ------ | ----------------------------------------- |
| 1  | Wielka Brytania   | MŚ 2007                | 1      | Chambers, Linnsay-Fynn, Mattick, Clarke   |
| 2  | Francja           | MŚ 2007                | 2      | Solforosi, Pouge, Bette, Tilliet          |
| 3  | Włochy            | MŚ 2007                | 3      | Vlček, Amarante, Amitrano, Mascarenhas    |
| 4  | Kanada            | MŚ 2007                | 4      | Brambell, Beare, Lewis, Parsons           |
| 5  | Chiny             | MŚ 2007                | 5      | Huang, Wu, Zhang, Tian                    |
| 6  | Dania             | MŚ 2007                | 6      | Helleberg, Ebbesen, Jørgensen, Andersen   |
| 7  | Australia         | MŚ 2007                | 7      | Chisholm, Edwards, Cureton, Skipworth     |
| 8  | Polska            | MŚ 2007                | 8      | Rańda, Pawełczak, Bernatajtys, Pawłowski  |
| 9  | Egipt             | MŚ 2007                | 9      | Ibrahim, Azouz, Gad, Ramadan              |
| 10 | Holandia          | MŚ 2007                | 10     | van der Linden, Snijders, Lievens, Drewes |
| 11 | Stany Zjednoczone | MŚ 2007                | 11     | Bolton, Farrell, Todd, Paradiso           |
| 12 | Niemcy            | Finał kontynentalny    | 1      | Seibt, Schömann-Finck, Kühner, Kühner     |
| 13 | Irlandia          | Finał kontynentalny    | 2      | Moynihan, Towey, Archibald, Griffin       |

## Kobiety

### Jedynka kobiet
| #  | Kraj              | Turniej kwalifikacyjny    | Lokata | Wioślarze               |
| -- | ----------------- | ------------------------- | ------ | ----------------------- |
| 1  | Białoruś          | MŚ 2007                   | 1      | Kaciaryna Karsten       |
| 2  | Bułgaria          | MŚ 2007                   | 2      | Rumjana Nejkowa         |
| 3  | Stany Zjednoczone | MŚ 2007                   | 3      | Michelle Guerette       |
| 4  | Czechy            | MŚ 2007                   | 4      | Miroslava Knapková      |
| 5  | Chiny             | MŚ 2007                   | 5      | Zhang Xiuyun            |
| 6  | Nowa Zelandia     | MŚ 2007                   | 6      | Emma Twigg              |
| 7  | Francja           | MŚ 2007                   | 7      | Sophie Balmary          |
| 8  | Polska            | MŚ 2007                   | 8      | Julia Michalska         |
| 9  | Szwecja           | MŚ 2007                   | 9      | Frida Svensson          |
| 10 | Korea Południowa  | Regaty Azji               | 1      | Shin Yeong-eun          |
| 11 | Kazachstan        | Regaty Azji               | 2      | Inga Dudczenko          |
| 12 | Hongkong          | Regaty Azji               | 3      | Lee Ka Man              |
| 13 | Iran              | Regaty Azji               | 4      | Homa Hosseini           |
| 14 | Birma             | Regaty Azji               | 5      | Latt Shwe Zin           |
| 15 | Południowa Afryka | Igrzyska afrykańskie      | 1      | Hendrika Geyser         |
| 16 | Egipt             | Igrzyska afrykańskie      | 3      | Imen Mustapha           |
| 17 | Zambia            | Igrzyska afrykańskie      | 4      | Elana Hill              |
| 18 | Chile             | Regaty Ameryki Łacińskiej | 1      | Soraya Jadue Arriaza    |
| 19 | Brazylia          | Regaty Ameryki Łacińskiej | 2      | Fabiana Beltrame        |
| 20 | Kuba              | Regaty Ameryki Łacińskiej | 3      | Maira Gonzalez Borroto  |
| 21 | Argentyna         | Regaty Ameryki Łacińskiej | 4      | Gabriela Best           |
| 22 | Salwador          | Regaty Ameryki Łacińskiej | 5      | Camila Vargas Palomo    |
| 23 | Australia         | Finał kontynentalny       | 1      | Phillipa Savage         |
| 24 | Włochy            | Finał kontynentalny       | 2      | Gabriella Bascelli      |
| 25 | Serbia            | Finał kontynentalny       | 3      | Iva Obradović           |
| 26 | Hiszpania         | Finał kontynentalny       | 4      | Nuria Domínguez Asensio |

### Dwójka bez sternika kobiet
| #  | Kraj              | Turniej kwalifikacyjny | Lokata | Wioślarze                              |
| -- | ----------------- | ---------------------- | ------ | -------------------------------------- |
| 1  | Białoruś          | MŚ 2007                | 1      | Julija Biczyk, Natalla Hielach         |
| 2  | Niemcy            | MŚ 2007                | 2      | Nicole Zimmermann, Elke Hipler         |
| 3  | Rumunia           | MŚ 2007                | 3      | Georgeta Damian, Viorica Susanu        |
| 4  | Australia         | MŚ 2007                | 4      | Kim Crow, Sarah Cook                   |
| 5  | Nowa Zelandia     | MŚ 2007                | 5      | Juliette Haigh, Nicola Coles           |
| 6  | Chiny             | MŚ 2007                | 6      | Zhang Yage, Gao Yulan                  |
| 7  | Stany Zjednoczone | MŚ 2007                | 7      | Portia McGee, Anna Cummins             |
| 8  | Kanada            | MŚ 2007                | 8      | Darcy Marquardt, Jane Rumball          |
| 9  | Francja           | Finał kontynentalny    | 1      | Inene Pascal-Pretre, Stéphanie Dechand |
| 10 | Wielka Brytania   | Finał kontynentalny    | 2      | Olivia Whitlam, Louisa Reeve           |

### Dwójka podwójna kobiet
| #  | Kraj              | Turniej kwalifikacyjny | Lokata | Wioślarze                                        |
| -- | ----------------- | ---------------------- | ------ | ------------------------------------------------ |
| 5  | Chiny             | MŚ 2007                | 1      | Li Qin, Tian Liang                               |
| 4  | Nowa Zelandia     | MŚ 2007                | 2      | Georgina Evers-Swindell, Caroline Evers-Swindell |
| 1  | Wielka Brytania   | MŚ 2007                | 3      | Elise Laverick, Anna Bebington                   |
| 2  | Rumunia           | MŚ 2007                | 4      | Ioana Papuc, Simona Musat                        |
| 3  | Czechy            | MŚ 2007                | 5      | Gabriela Vařeková, Jitka Antošová                |
| 6  | Niemcy            | MŚ 2007                | 6      | Peggy Waleska, Christiane Huth                   |
| 7  | Włochy            | MŚ 2007                | 7      | Laura Schiavone, Elisabetta Sancassani           |
| 8  | Stany Zjednoczone | MŚ 2007                | 8      | Jennifer Kaido, Ala Piotrowski                   |
| 9  | Ukraina           | Finał kontynentalny    | 1      | Kateryna Tarasenko, Jana Dementjewa              |
| 10 | Australia         | Finał kontynentalny    | 2      | Sonia Mills, Catriona Sens                       |

### Czwórka podwójna kobiet
| # | Kraj              | Turniej kwalifikacyjny | Lokata | Wioślarze                                 |
| - | ----------------- | ---------------------- | ------ | ----------------------------------------- |
| 1 | Wielka Brytania   | MŚ 2007                | 1      | Vernon, Flood, Houghton, Grainger         |
| 2 | Niemcy            | MŚ 2007                | 2      | Boron, Lutze, Oppelt, Schiller            |
| 3 | Chiny             | MŚ 2007                | 3      | Tang, Xi, Jin, Feng                       |
| 4 | Ukraina           | MŚ 2007                | 4      | Kołesnikowa, Huba, Ołefirenko, Dementjewa |
| 5 | Kanada            | MŚ 2007                | 5      | de Jong, Hanson, Guloien, de Zwager       |
| 6 | Stany Zjednoczone | MŚ 2007                | 6      | Pernell, Malcos, Brown, Tomek             |
| 7 | Australia         | MŚ 2007                | 7      | Ives, Mills, Sens, Pratley                |
| 8 | Rosja             | Finał kontynentalny    | 1      | Mierk, Fiedotowa, Dorodnowa, Kalinowska   |

### Ósemka kobiet
| # | Kraj              | Turniej kwalifikacyjny | Lokata |
| - | ----------------- | ---------------------- | ------ |
| 1 | Stany Zjednoczone | MŚ 2007                | 1      |
| 2 | Rumunia           | MŚ 2007                | 2      |
| 3 | Wielka Brytania   | MŚ 2007                | 3      |
| 4 | Australia         | MŚ 2007                | 4      |
| 5 | Niemcy            | MŚ 2007                | 5      |
| 6 | Kanada            | Finał kontynentalny    | 1      |
| 7 | Holandia          | Finał kontynentalny    | 2      |

### Dwójka podwójna wagi lekkiej kobiet
| #  | Kraj              | Turniej kwalifikacyjny    | Lokata | Wioślarze                                     |
| -- | ----------------- | ------------------------- | ------ | --------------------------------------------- |
| 1  | Australia         | MŚ 2007                   | 1      | Amber Halliday, Marguerite Houston            |
| 2  | Finlandia         | MŚ 2007                   | 2      | Sanna Stén, Minna Nieminen                    |
| 3  | Dania             | MŚ 2007                   | 3      | Katrin Olsen, Juliane Rasmussen               |
| 4  | Niemcy            | MŚ 2007                   | 3      | Berit Carow, Marie-Louise Dräger              |
| 5  | Grecja            | MŚ 2007                   | 5      | Chrisi Biskidzi, Aleksandra Tsiawu            |
| 6  | Chiny             | MŚ 2007                   | 6      | Xu Dongxiang, Chen Haixia                     |
| 7  | Kanada            | MŚ 2007                   | 7      | Lindsay Jennerich, Tracy Cameron              |
| 8  | Wielka Brytania   | MŚ 2007                   | 8      | Helen Casey, Hester Goodsell                  |
| 9  | Japonia           | Regaty Azji               | 1      | Akiko Iwamoto, Misaki Kumakura                |
| 10 | Kazachstan        | Regaty Azji               | 2      | Natalja Woronowa, Aleksandra Opaczanowa       |
| 11 | Korea Południowa  | Regaty Azji               | 3      | Ko Young-eun, Ji Yoo-jin                      |
| 12 | Południowa Afryka | Igrzyska afrykańskie      | 1      | Alexandra White, Catherine Shaw               |
| 13 | Kuba              | Regaty Ameryki Łacińskiej | 1      | Ismaray Marrero Arias, Yaima Velázquez Falcon |
| 14 | Meksyk            | Regaty Ameryki Łacińskiej | 2      | Gabriela Huerta Trillo, Lila Pérez-Rul        |
| 15 | Brazylia          | Regaty Ameryki Łacińskiej | 3      | Camila Carvalho, Luciana Granato              |
| 16 | Holandia          | Finał kontynentalny       | 1      | Kirsten Van der Kolk, Marit van Eupen         |
| 17 | Stany Zjednoczone | Finał kontynentalny       | 2      | Renee Hykel, Jennifer Goldsack                |